# Théorie des sujétions imprévues
La théorie des sujétions imprévues, en droit administratif français, prévoit que, dans le cadre de l'exécution d'un contrat de travaux publics, le cocontractant de l'administration a droit à une indemnisation intégrale des frais supplémentaires induits par l'apparition d'un événement matériel imprévisible.
L'événement matériel doit être étranger à la volonté des parties, anormal et imprévisible lors de la conclusion du contrat. Le cocontractant peut et doit poursuivre l'exécution des travaux jusqu'à leur terme : la sujétion imprévue n'est en effet pas un cas de force majeure. Il sera indemnisé pour les frais qu'il aura engagés.
La théorie des sujétions imprévues, qui s'applique uniquement aux contrats de travaux publics et prévoit une indemnisation intégrale, se distingue à la théorie de l'imprévision qui s'applique aux contrats administratifs en général et n'exige qu'une indemnisation partielle. Lorsque l'événement dépend de la volonté de l'administration, on applique dans certains cas la théorie du fait du Prince.